# Унольф Сполетський
Унольф, у 752 році герцог Сполетський. Отримав герцогство у правління з рук Айстульфа, короля лангобардів, який пізніше привласнив собі цей титул.